# Мосор (Травник)
Мосор је насељено место у Босни и Херцеговини у општини Травник. Административно припада Федерацији Босне и Херцеговине, односно њеном Средњобосанском кантону. Према попису становништва из 2013. у насељу је било 267 становника, а већинску популацију чинили су Бошњаци.

## Становништво
По последњем службеном попису становништва из 2013. године у овом насељу живело је 267 становника, а село је било етнички хомогено са већинском бошњачком популацијом.
| Националност | 2013. | 1991.        | 1981.        | 1971.        |
| Бошњаци      | —     | 319 (100,0%) | 315 (99,37%) | 267 (96,04%) |
| Хрвати       | —     | 2 (0,63%)    | 10 (3,60%)   | 0            |
| остали       | —     | 0            | 0            | 1 (0,36%)    |
| Укупно       | 267   | 319          | 317          | 278          |